# کامپو لیگوره
کامپو لیگوره (به ایتالیایی: Campo Ligure) یک کومونه در ایتالیا است که در استان جنوا واقع شده‌است.

## خصوصیات
کامپو لیگوره ۲۳٫۸ کیلومترمربع مساحت و ۳٬۰۸۰ نفر جمعیت دارد و ۳۴۲ متر بالاتر از سطح دریا واقع شده‌است.

## خواهرخوانده
شهر Corbelin خواهرخواندهٔ کامپو لیگوره هست.